# Harun Hamid
Harun Ar-Rashid Faheem Hamid (Lambeth, 10 novembre 2003) è un calciatore pakistano con cittadinanza britannica, centrocampista del Flota Świnoujście e della nazionale pakistana.

## Carriera

### Club
Cresciuto nel club inglese del QPR, il 30 giugno 2023, dopo anche un breve periodo in prestito in Isthmian League (settima divisione inglese) al Kingstonian, rimane svincolato. Nell'estate del 2023 si accasa in sesta divisione al St Albans City, con cui durante la stagione 2023-2024 totalizza 11 presenze ed una rete in incontri di campionato. Dopo un periodo da svincolato trascorre la seconda metà della stagione 2024-2025 nuovamente in National League South, al Farnborough, con cui realizza una rete in 6 presenze; nell'estate del 2025 si trasferisce poi al Flota Świnoujście, club della quarta divisione polacca.

### Nazionale
Esordisce in nazionale il 21 marzo 2023 contro le Maldive.
Nel settembre del 2023 gioca 3 partite con l'Under-23 nelle qualificazioni per la Coppa d'Asia di categoria.
Il 17 ottobre 2023 è autore del gol vittoria, la prima del Pakistan in una partita di qualificazione ai mondiali, dell'1-0 contro la Cambogia.

## Statistiche

### Cronologia presenze e reti in nazionale
| Cronologia completa delle presenze e delle reti in nazionale ― Pakistan | Cronologia completa delle presenze e delle reti in nazionale ― Pakistan | Cronologia completa delle presenze e delle reti in nazionale ― Pakistan | Cronologia completa delle presenze e delle reti in nazionale ― Pakistan | Cronologia completa delle presenze e delle reti in nazionale ― Pakistan | Cronologia completa delle presenze e delle reti in nazionale ― Pakistan | Cronologia completa delle presenze e delle reti in nazionale ― Pakistan | Cronologia completa delle presenze e delle reti in nazionale ― Pakistan |
| Data                                                                    | Città                                                                   | In casa                                                                 | Risultato                                                               | Ospiti                                                                  | Competizione                                                            | Reti                                                                    | Note                                                                    |
| ----------------------------------------------------------------------- | ----------------------------------------------------------------------- | ----------------------------------------------------------------------- | ----------------------------------------------------------------------- | ----------------------------------------------------------------------- | ----------------------------------------------------------------------- | ----------------------------------------------------------------------- | ----------------------------------------------------------------------- |
| 21-3-2023                                                               | Atollo Laamu                                                            | Maldive                                                                 | 1 – 0                                                                   | Pakistan                                                                | Amichevole                                                              | -                                                                       |                                                                         |
| 11-6-2023                                                               | Moka                                                                    | Mauritius                                                               | 3 – 0                                                                   | Pakistan                                                                | Amichevole                                                              | -                                                                       |                                                                         |
| 14-6-2023                                                               | Lahore                                                                  | Pakistan                                                                | 0 – 1                                                                   | Kenya                                                                   | Amichevole                                                              | -                                                                       | 88’                                                                     |
| 17-6-2023                                                               | Moka                                                                    | Gibuti                                                                  | 3 – 1                                                                   | Pakistan                                                                | Amichevole                                                              | -                                                                       | 77’                                                                     |
| 21-6-2023                                                               | Bengaluru                                                               | India                                                                   | 4 – 0                                                                   | Pakistan                                                                | SAFF Championship 2023 - 1º turno                                       | -                                                                       | 82’                                                                     |
| 24-6-2023                                                               | Bengaluru                                                               | Pakistan                                                                | 0 – 4                                                                   | Kuwait                                                                  | SAFF Championship 2023 - 1º turno                                       | -                                                                       | 84’                                                                     |
| 27-6-2023                                                               | Bengaluru                                                               | Nepal                                                                   | 1 – 0                                                                   | Pakistan                                                                | SAFF Championship 2023 - 1º turno                                       | -                                                                       | 63’                                                                     |
| 12-10-2023                                                              | Phnom Penh                                                              | Cambogia                                                                | 0 – 0                                                                   | Pakistan                                                                | Qual. Mondiali 2026                                                     | -                                                                       | 62’                                                                     |
| 17-10-2023                                                              | Islamabad                                                               | Pakistan                                                                | 1 – 0                                                                   | Cambogia                                                                | Qual. Mondiali 2026                                                     | 1                                                                       | 46’ 71’                                                                 |
| 16-11-2023                                                              | Hofuf                                                                   | Arabia Saudita                                                          | 4 – 0                                                                   | Pakistan                                                                | Qual. Mondiali 2026                                                     | -                                                                       | 46’ 60’                                                                 |
| 21-11-2023                                                              | Islamabad                                                               | Pakistan                                                                | 1 – 6                                                                   | Tagikistan                                                              | Qual. Mondiali 2026                                                     | -                                                                       | 46’                                                                     |
| 21-3-2024                                                               | Islamabad                                                               | Pakistan                                                                | 0 – 3                                                                   | Giordania                                                               | Qual. Mondiali 2026                                                     | -                                                                       | 62’                                                                     |
| 26-3-2024                                                               | Amman                                                                   | Giordania                                                               | 7 – 0                                                                   | Pakistan                                                                | Qual. Mondiali 2026                                                     | -                                                                       |                                                                         |
| Totale                                                                  |                                                                         | Presenze                                                                | 13                                                                      |                                                                         | Reti                                                                    | 1                                                                       |                                                                         |